# Adiaratou Iglesias Forneiro
Pour les articles homonymes, voir Iglesias.
Adiaratou Iglesias Forneiro, née le 6 février 1999 à Bamako (Mali), est une sprinteuse handisport espagnole, concourant dans la catégorie T13 pour les athlètes avec une déficience visuelle.

## Jeunesse
Atteinte d'albinisme, elle ne voit qu'à 20%. Elle est née au Mali où être albinos est synonyme de mort certaine car ils sont considérés comme signe de malheur et un membre d'albinos se vend très cher au marché noir.
Sa mère, sourde-muette, était la troisième femme de son père et Adiaratou Forneiro a neuf frères et sœurs. À 11 ans, elle est envoyée en Espagne à Logroño par son père chez un de ses demi-frères mais après que celui-ci a tenté de noyer sa femme, elle est envoyée dans un foyer pour mineurs. Quelques années plus tard, elle est adoptée par une espagnole, Linda Iglesias Forneiro.

## Carrière
Iglesias Forneiro remporte la médaille d'argent du 100 m en 11 s 99 lors des Mondiaux 2019.
Aux Jeux paralympiques d'été de 2020, elle remporte la médaille d'or du 100 m T13 en 11 s 96, seulement trois centième devant la deuxième, l'Azerbaïdjanaise Lamiya Valiyeva. Elle remporte également la médaille d'argent du 400 m en 55 s 53 derrière la même Azerbaïdjanaise.

## Palmarès
| Date | Compétition           | Lieu      | Place | Course    | Temps   |
| ---- | --------------------- | --------- | ----- | --------- | ------- |
| 2019 | Championnats du monde | Dubaï     | 2e    | 100 m     | 11 s 99 |
| 2019 | Championnats du monde | Dubaï     | 2e    | 200 m     | 24 s 31 |
| 2019 | Championnats du monde | Dubaï     | 4e    | 4 x 100 m | 51 s 95 |
| 2021 | Championnats d'Europe | Bydgoszcz | 1re   | 100 m     | 12 s 08 |
| 2021 | Championnats d'Europe | Bydgoszcz | 1re   | 400 m     | 55 s 70 |
| 2021 | Championnats d'Europe | Bydgoszcz | 4e    | 4 x 100 m | 50 s 67 |
| 2021 | Jeux paralympiques    | Tokyo     | 1re   | 100 m     | 11 s 96 |
| 2021 | Jeux paralympiques    | Tokyo     | 2e    | 400 m     | 55 s 53 |